# Uysky (huyện)
Huyện Uysky (tiếng Nga: ? райо́н) là một huyện hành chính tự quản (raion), của Tỉnh Chelyabinsk, Nga. Huyện có diện tích 2692 km², dân số thời điểm ngày 1 tháng 1 năm 2000 là 29800 người. Trung tâm của huyện đóng ở Uyskoye.